# Stade des Cézeaux
Le stade des Cézeaux est un stade de baseball situé à Aubière, près de Clermont-Ferrand. Le club qui y réside sont les Arvernes de Clermont Ferrand. 
C'est l'une des infrastructures de baseball les plus évoluées en France, notamment grâce à un système de drainage, d'arrosage automatique intégré différentiel et d'un éclairage d'une puissance de 90 000 W.

## Historique
3 personnes sont à l’origine de cette enceinte sportive: Pierre Robin de la direction des services sportifs de la Ville de Clermont-Ferrand, qui a réalisé le montage financier et assuré la défense du projet auprès des élus, Jean-Marc Charles, architecte de la ville, qui s'est chargé l’étude technique et du suivi de la construction, et Olivier Charlionet, membre des Arvernes de Clermont-Ferrand, qui a élaboré le cahier des charges, les plans et réalisé le suivi continuel des travaux. 
Le chantier, débuté en août 1999, s'est achevé durant l'année 2000. Le stade a été inauguré devant 2 500 spectateurs, un parterre de 100 élus et salariés des collectivités locales lors de la finale du Championnat de France de baseball Elite 2000 opposant le PUC aux Barracudas de Montpellier. L'événement a été couvert par les chaines de télévisions locales.

## Caractéristiques techniques
Ce terrain bénéficie d'une qualité structurelle innovante pour le baseball français. Les dimensions des champs extérieurs sont de 95 m, 115 m, 95 m. Le champ extérieur est engazonné alors que le champ intérieur est en schiste et en gazon synthétique -il est possible d'évoluer en spike métallique sur le synthétique. 
Toute la surface est drainée et un système informatisé d'arrosage intégré différentiel permet d'humidifier ou d'imprégner certaines surfaces précises. Le back-stop bénéficie d'un bavolet qui se situe à 10m de hauteur. Les dug-out (abris des joueurs) font 30m² chacun et 2 locaux techniques (matériel et scorage) y sont contigus. Deux tunnels et six écrans sont situés aux abords du terrain. Huit pilonnes d'éclairages, dont deux de 30m et six de 22m, permettent de disposer de 750 lux en champ intérieur et de 550 lux en champ extérieur pour une puissance globale de 90 000 watts.
Le site a été pourvu en mai 2004 d'un réseau électrique pour disposer de 15 kW utiles lors de manifestations d'ampleur moyenne. Le terrain est modulable baseball/football. Il est en configuration exclusive baseball d'avril à août.
La première phase des travaux consistait à mettre en place le sous-sol du terrain. Cette partie du chantier a été réalisée par la société 'Parcs et Sports', conformément au cahier des charges établi par la ville de Clermont-Ferrand. La deuxième phase des travaux concernait la mise en place des clôtures aux abords du terrain (escamotable en pratique football) et la fin de l'engazonnage.